# Ven (Svédország)
A Svédországhoz tartozó Ven (dánul Hven) egyike az Øresund három természetes szigetének. A svéd partoktól mindössze 4,5, a dániai Sjællandtól 8,5 km-re, Landskronától 7 km-re fekszik. Közigazgatásilag Skåne megyehez és Landskrona községhez tartozik.

## Földrajza

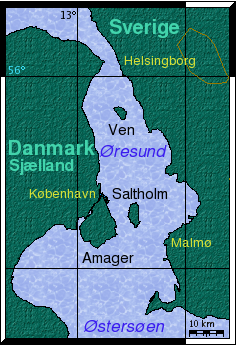
Az Øresund térképe

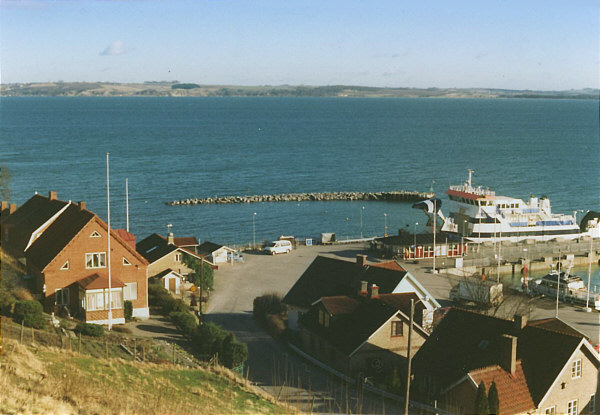
A svéd part Bäckviken felől

A szakóca alakú sziget területe alig 7 km². A lapos, homokos Amagertől és Saltholmtól eltérően Ven mészkősziklái meredeken emelkednek ki a tengerből, ezért a sziget a szoros dán és svéd oldaláról is jól látható. Déli partján a ráhordott homoktól sárgás színű mészkősziklák kb. 50 méteres meredéllyel törnek le a tengerbe. A szirtek között a szigetet a pleisztocén jégtakaró hátrahagyta till borítja. Az ebből kifejlődött, kedvező szerkezetű talajt évezredek óta művelik, az egykori belső domborzatot a jobb művelhetőség érdekében elegyengették.

## Történelme
A sziget Hven néven 1658-ig Dániához tartozott.  1575-ben II. Frigyes dán király Tycho Brahénak ajándékozta, és ő itt építette fel kora legjobban felszerelt csillagvizsgálóit, Uraniborgot és Stjerneborgot (Stiernburg, Stellæburgus). Uraniborg (Uranienborg), minden idők egyik leghíresebb obszervatóriumának alapjait 1576-ban rakták le. Itt produkálták a távcső előtti csillagászat kimagaslóan legpontosabb megfigyeléseit, méréseit, egyebek között egy hat méter átmérőjű kvadránssal. Minden mérőeszközből négy példányt tartottak, és a kiválasztott égi objektum helyzetét négy csillagász párhuzamosan mérte. Ezzel a módszerrel sikerült a mérések hibáját a korábbiak töredékére (körülbelül két ívpercre) csökkenteni. Száz évvel később itt dolgozott a fiatal Ole Rømer is, aki elsőként határozta meg a fény terjedésének sebességét.
Miután 1588-ban II. Frigyes elhunyt, az új király, IV. Keresztély fokozatosan visszafogta a költségvetés Uraniborgra fordított hányadát (ami az előző uralkodó alatt elérte a dán költség vetés 10 %-át). 1597-re az obszervatóriumok pénzügyileg ellehetetlenültek, és Brahe némi kitérő után a Prágához közeli Benatky-kastélyba telepítette át azokat.
A szigetet az első északi háború első szakaszának végén, 1658-ban kötött roskildei béke juttatta Svédországnak; ezt a döntést a háborút végül lezáró koppenhágai béke megerősítette.
1716-ban a nagy északi háború részeként a szigetet megszálló orosz csapatok lerombolták a csillagvizsgáló maradványait.

## Népessége és gazdasága

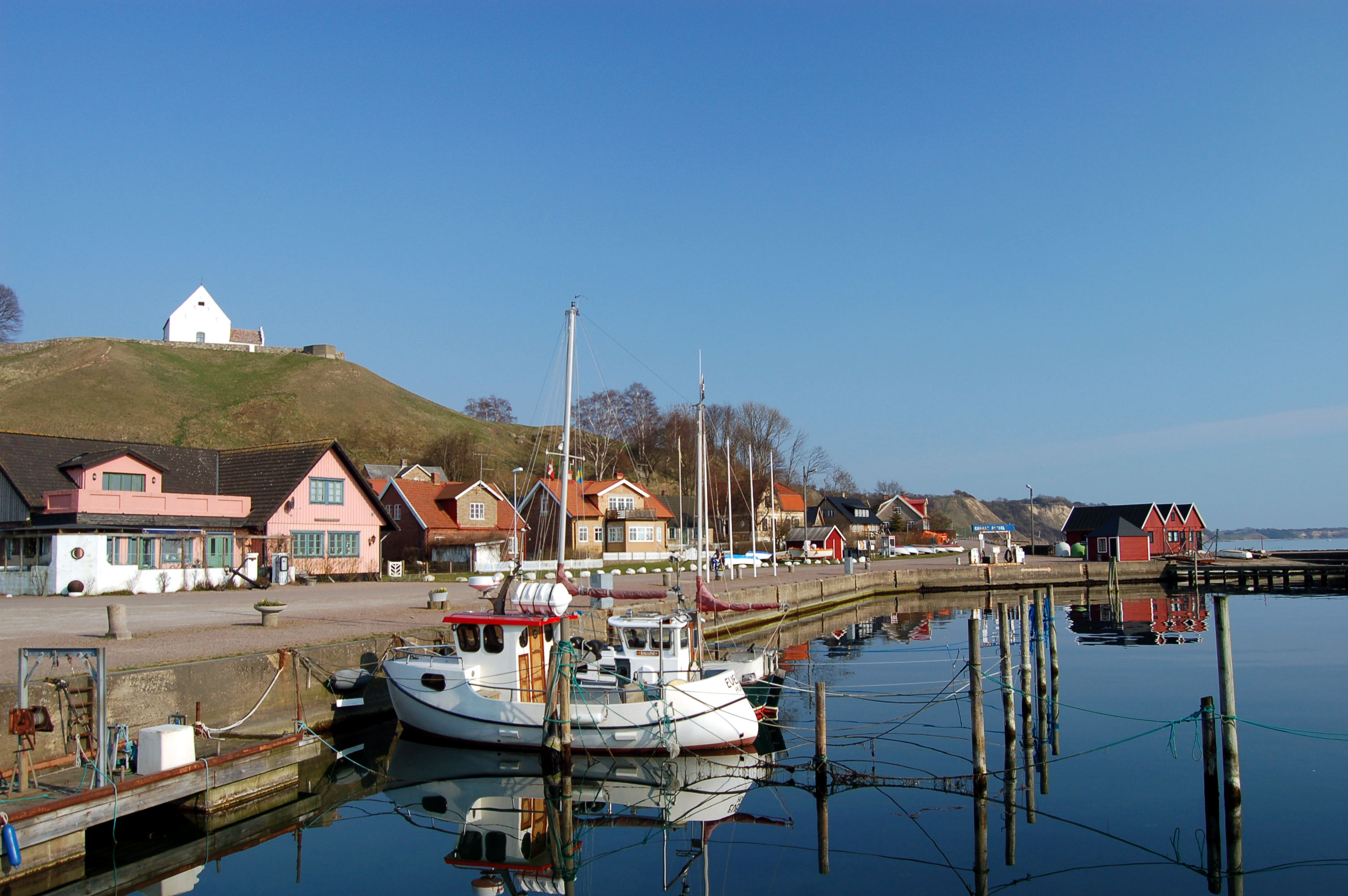
Kyrkbacken kikötője

Lakossága 2000-ben 371, 2009-ben 359 fő volt. A legtöbben, kb. 1300-an az 1930-as években lakták.
A hagyományosan mezőgazdasági terület fő terményei jelenleg a durumbúza és a szőlő.
Legnagyobb települése Tuna falu a sziget közepén. A part kis halászfalvai:
- Bäckviken (délkeleten),
- Norreborg (északkeleten) és
- Kyrkbacken (délnyugaton).

A Tunát Bäckvikennel összekötő út mellett épült a sziget védőszentjéről elnevezett, alig pár házból álló Sankt Ibb.
Gazdasági életében az utóbbi időben mind jelentősebbé válik a turizmus: a sziget felkapott kiránduló- és üdülőhely lett.

## Közlekedése
Szárazföldön nem érhető el. Bäckvikenből egész évben jár a komp Landskronába, a nyári hónapokban pedig Helsingborgba és Koppenhágába is. A kikötőt a sziget közepével összekötő M1354 út Tunában délnyugatnak fordul, és Kyrkbackenben ér véget.

## Látnivalói

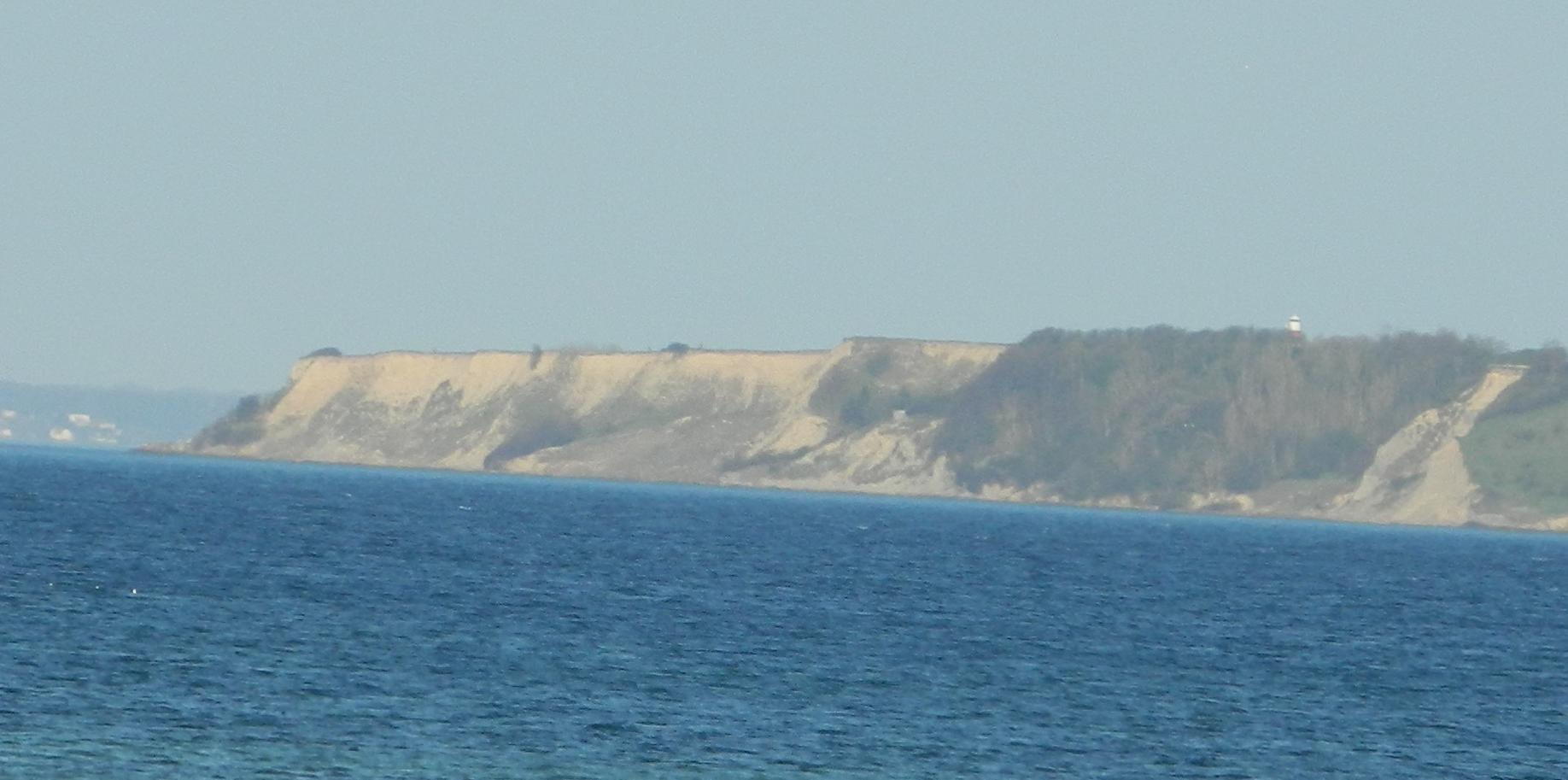
Ven déli partja

Természeti érdekessége a déli oldal látványos sziklafala.
Legjelentősebb műemlékei:
- Tycho Brahe obszervatóriumai (régészeti feltárásuk még nem fejeződött be);
- a sziget védőszentjének több száz éves műemlék temploma a róla elnevezett falucskában, kilátással a dániai Rungstedre. A 13. században épült templom népszerű házasságkötő hely;
- a sziget közepén, Uraniborgtól nem messze álló fiatalabb templomot múzeummá alakították.

## Fordítás
- Ez a szócikk részben vagy egészben  a   Ven (Sweden) című angol Wikipédia-szócikk ezen változatának fordításán alapul.  Az eredeti cikk szerkesztőit annak laptörténete sorolja fel. Ez a jelzés csupán a megfogalmazás eredetét és a szerzői jogokat jelzi, nem szolgál a cikkben szereplő információk forrásmegjelöléseként.
- Ez a szócikk részben vagy egészben  a   Ven (ö) című svéd Wikipédia-szócikk ezen változatának fordításán alapul.  Az eredeti cikk szerkesztőit annak laptörténete sorolja fel. Ez a jelzés csupán a megfogalmazás eredetét és a szerzői jogokat jelzi, nem szolgál a cikkben szereplő információk forrásmegjelöléseként.